# Fitzwilliam (Nuevo Hampshire)
Fitzwilliam es un pueblo ubicado en el condado de Cheshire en el estado estadounidense de Nuevo Hampshire. En el Censo de 2010 tenía una población de 2.396 habitantes y una densidad poblacional de 25,69 personas por km².

## Historia
Su primera designación fue de "Monadnock No. 4" en 1752 dada por el gobernador Colonial Benning Wentworth, y se encontraba en la línea de ciudades de uno de los ocho asentamientos de colonos escoceses.  Incorporada en 1773 por el  Gobernador John Wentworth, la ciudad fue nombrada por su primo, William Fitzwilliam, 4th Earl Fitzwilliam. Dos tempranos hijos predilectos de Fitzwilliam fueron Matthew Thornton, firmante de la Declaración de Independencia, y James Reed, quién dirigió el 3rd NH Regt. en la Batalla de Bunker Hill. La municipalidad posee unas de las canteras de granito más antiguas de Nuevo Hampshire. Otras de sus industrias son la carpintería e hilaturas. El ferrocarril pudo haber entrado en 1848.  Fitzwilliam posee como Bien comunal, el honor de poseer doce casas en sus alrededores que están catalogadas en el National Register of Historic Places.

Localización de New Hampshire.

Listadas en el Registro Nacional de Sitios Históricos:
- Fitzwilliam Common Historic District — Unión de NH 119, Richmond Rd. y Autopista Templeton (desde el 2 de junio, de 1997)
- Old Patch Place — W of Fitzwilliam en Rhododendron Rd. (desde el 15 de septiembre, de 1980)
- Third Fitzwilliam Meetinghouse — Village Green (desde el 26 de septiembre, de 1977)

## Geografía
Fitzwilliam se encuentra ubicado en las coordenadas 42°45′14″N 72°9′11″O / 42.75389, -72.15306. Según la Oficina del Censo de los Estados Unidos, Fitzwilliam tiene una superficie total de 93.28 km², de la cual 89.64 km² corresponden a tierra firme y (3.9%) 3.64 km² es agua.

## Demografía
Según el censo de 2010, había 2.396 personas residiendo en Fitzwilliam. La densidad de población era de 25,69 hab./km². De los 2.396 habitantes, Fitzwilliam estaba compuesto por el 96.62% blancos, el 0.13% eran afroamericanos, el 0.38% eran amerindios, el 0.63% eran asiáticos, el 0.04% eran isleños del Pacífico, el 0.08% eran de otras razas y el 2.13% pertenecían a dos o más razas. Del total de la población el 0.67% eran hispanos o latinos de cualquier raza.

## Educación
Los residentes de Fitzwilliam que cursan estudios superiores acuden a la escuela pública de grado superior de Monadnock Regional High School.

## Residentes Notables
- Nahum Parker (1760 - 1839), Senador de EE. UU.
- James Reed, brigadier-general en la American Revolutionary War

## Lugares de interés
- Amos J. Blake House (1837)